# 孟宏伟
孟宏伟（1953年11月—），黑龙江哈尔滨人，男，汉族，中華人民共和國政治人物。
1972年12月開始参與中國共產黨的活動，及至1975年6月獲准入党。北京大学1979级法律系法律专业毕业，法学学士学位；中南工业大学管理工程专业毕业，工学硕士学位；副总警监警衔。
2016年成为首位来自中国的国际刑警组织主席，兼任中国公安部副部长。孟宏伟因收受贿赂、涉嫌违法 ，于2018年9月從法國里昂回到北京時被中央纪委国家监委人員扣查，其妻子在法國举行记者招待会求助，中央纪委国家监委网站其後公佈孟宏偉被监察调查的消息。他是中国人民政治协商会议第十三届全国委员会外事委员会委员（2018年10月26日被撤销资格）。

## 仕途
孟宏伟大学毕业之后，1983年8月进入中央政法委工作。1992年8月起，任公安部治安管理局处长、文化保卫局副局长、局长。1998年8月，任公安部交通管理局局长。2001年1月，任公安部党委委员、部长助理。2004年4月，任公安部副部长、党委委员。2004年7月，公安部举行副总警监警衔授衔仪式，由时任公安部长周永康向孟宏伟颁发了副总警监警衔命令证书。同年8月兼任国际刑警组织中国国家中心局局长。
2011年8月，孟宏伟兼任国家反恐怖工作协调小组办公室主任。2013年3月，兼任国家海洋局副局长、党组副书记兼中国海警局局长，继续担任公安部副部长、党委委员，同时明确为正部长级。
2016年11月10日，当选为国际刑警组织主席。
2017年12月，國務院免去其国家海洋局副局长、中国海警局局长职务。2018年1月，当选第十三届全国政协委员。
2018年4月8日，孟宏伟被免去公安部党委委员职务。

## 被捕
法国本土当地时间2018年10月5日，孟宏伟妻子高歌向法国警方报案称丈夫于9月底前往中国后失踪。法国警方表明已就此案展开调查，且已对孟的妻儿提供保护。
10月6日，国际刑警组织秘书长余尔根·史托发表声明，向中国政府表达国际刑警组织总秘书组对该组织主席目前状况的关切，要求中国官方作出说明。
10月7日，高歌在里昂举行新闻发布会向国际社会求救，但并未露出正脸或接受摄影。她提到孟在9月25日最后一次联络她叫她等电话，随后又发來一把刀的表情，表示他身处危险。
北京时间10月7日晚，中央纪委国家监委网站发布消息，“公安部副部长孟宏伟涉嫌违法，目前正接受国家监委监察调查”。北京时间同日晚，国际刑警组织发表声明，称国际刑警组织位于法国里昂的总秘书处收到孟宏伟辞呈，孟辞去主席职务并即刻生效。
10月8日凌晨，公安部党委书记、部长赵克志主持召开公安部党委会议，通报孟宏伟收受贿赂、涉嫌违法以及涉周永康案接受国家监委监察调查情况。公安部党委一致认为，“孟宏伟涉嫌违法接受调查，完全是其一意孤行、咎由自取的结果”。会议同时表示，要“依法查处涉嫌与孟宏伟共同收受贿赂人员”，“要高度重视家风建设，严格要求亲属及身边工作人员，切实做到廉洁自律、廉洁治家”，“绝不允许跟组织讲条件、讲‘价钱’”，“严密防范敌对势力的各种捣乱破坏颠覆活动”。
10月26日，中国人民政治协商会议第十三届全国委员会第十一次主席会议审议通过撤销孟宏伟第十三届全国政协委员资格的决定，并提请第四次常委会会议追认。
2019年3月27日，中央纪委国家监委宣布给予孟宏伟开除党籍、开除公职处分，通报中称孟宏伟“毫无党性原则，毫无组织观念，不按规定报告个人有关事项，对抗组织，拒不执行党中央决定；特权思想极其严重，公权私用，滥权妄为，肆意挥霍国家资财满足家庭奢靡生活；家风败坏，利用职务影响为其妻谋取职务，纵容其妻利用其职权搞特殊、谋私利”。中央纪委当年披露，孟宏伟自担任中国海警局局长以来，先后抽调10多名现役公安边防、海警战士到他家提供日常生活服务。担任国际刑警组织主席后，孟又先后以出差或驻外工作名义安排多名在职干部和现役军人到法国里昂跨国为家人提供家庭服务。孟宏伟担任公安部副部长期间，经常以身体不适为由不到岗坐班履职；身为国家海洋局党组副书记，经常不参加局党组会议；在境外期间，不按规定接受使领馆党委领导。2018年2月，经中共中央批准，公安部党委明确孟宏伟属国际组织非常驻官员，不适用家属随任政策，并要求他限期安排家属回国，但孟宏伟拖延不办。
4月24日，中华人民共和国最高人民检察院在官网发布消息表示，已依法对孟宏伟作出逮捕决定。5月，天津市人民检察院第一分院以孟宏偉涉嫌受贿向天津市第一中级人民法院提起公訴。6月20日，天津市第一中级人民法院一审公开开庭审理孟宏伟受贿一案。检方指控孟宏伟2005年至2017年受贿1446万余元。
孟宏伟妻子高歌以孟宏伟遭到政治迫害为由向法国当局申请庇护，2019年5月13日，高歌表示法国政府同意给予高歌难民身份，准许其留在法国。她在2019年4月於常設仲裁法院控告國際刑警組織未盡義務協助她。
2020年1月21日，孟宏伟以受贿罪被天津市第一中级人民法院一审判处有期徒刑13年6个月，并处罚金人民币二百万元。孟宏伟当庭表示服从判决，不上诉。

## 关联人物
- 李东生
- 张越
- 杨焕宁
- 夏崇源
- 何挺
- 马建
- 乐大克